# Münchweiler an der Rodalb
Münchweiler an der Rodalb je obec v německé spolkové zemi Porýní-Falc, v zemském okrese Jihozápadní Falc. V 2014 zde žilo 2 849 obyvatel. 

## Poloha obce
Sousední obce jsou: Clausen, Hinterweidenthal, Merzalben, Pirmasens, Rodalben, Ruppertsweiler a Wilgartswiesen.